# Mark Hudson (voetballer, 1982)
Mark Alexander Hudson (Guildford, 30 maart 1982) is een Engels voormalig profvoetballer die als verdediger speelde. Hij kwam van 1999 tot en met 2017 uit voor Fulham, Oldham Athletic, Crystal Palace, Charlton Athletic, Cardiff City en Huddersfield Town.

## Clubcarrière
Hudson begon bij Fulham waar hij echter niet door wist te breken in het eerste team. Hij werd tweemaal kort verhuurd, eerst aan Oldham Athletic in de Second Division (2003) en vervolgens aan Crystal Palace in de First Division (2004). Met Crystal Palace promoveerde hij naar de Premier League en de club nam hem over. In 2005 degradeerde hij weer met Fulham maar Hudson werd vervolgens basisspeler in de Championship. In het seizoen 2008/09 speelde hij voor reeksgenoot Charlton Athletic. Hierna speelde Hudson voor Cardiff City waarmee hij in 2013 de Championship won. Dat seizoen werd Hudson uitgeroepen tot Cardiff-speler van het jaar en hij was ook aanvoerder van de ploeg. In het volgende seizoen in de Premier League kwam hij echter vanwege een blessure nauwelijks meer aan bod. Hudson speelde van 2014 tot en met 2017 voor Huddersfield Town, waarmee hij in 2017 als aanvoerder naar de Premier League promoveerde. Enkele dagen voor het begin van het seizoen 2017/18 stopte hij met voetballen en trad hij toe tot de technische staf van Huddersfield Town.